# سیجی کوگا
سیجی کوگا (انگلیسی: Seiji Koga؛ زادهٔ ۷ اوت ۱۹۷۹) بازیکن فوتبال اهل ژاپن است.
از باشگاه‌هایی که در آن بازی کرده‌است می‌توان به باشگاه فوتبال یوکوهاما مارینوس، باشگاه فوتبال آویسپا فوکوئوکا، و باشگاه فوتبال ویسل کوبه اشاره کرد.